# Anatoli Nankow
Anatoli Aleksandrow Nankow (bułg. Анатоли Александров Нанков, ur. 15 lipca 1969 w Oreszy) – bułgarski piłkarz występujący na pozycji pomocnika, reprezentant Bułgarii w latach 1992–1998, trener piłkarski.

## Kariera klubowa
Jest wychowankiem Dunawu Ruse, z którym w pierwszym swoim sezonie spędzonym w drużynie seniorskiej (1985/86) spadł z A RFG. Do ekstraklasy powrócił dwa lata później już jako gracz Slawii Sofia. Od 1990 do 1997 roku (z krótką przerwą na rundę jesienną 1994/95, kiedy został wypożyczony do Slawii) był piłkarzem CSKA Sofia. Siedmioletnia przygoda z najbardziej utytułowanym klubem z Bułgarii okraszona została zdobyciem dwu tytułów mistrza kraju i dwóch krajowych pucharów.
Po rozstaniu z CSKA Nankow występował w Łokomotiwie Sofia i Spartaku Warna. W 2002 roku w wieku trzydziestu trzech lat zdecydował się na pierwszy w swojej karierze transfer zagraniczny; najpierw trafił do Chin, a kilka miesięcy później do Polski. W przerwie zimowej rozgrywek 2003/04 trener Jan Żurek sprowadził go do broniącego się przed spadkiem GKS-u Katowice. Po zakończeniu sezonu Nankow powrócił do kraju i został graczem Minior Bobow Doł. Pod koniec 2004 roku zakończył karierę zawodniczą.

## Kariera reprezentacyjna
W reprezentacji Bułgarii zadebiutował 11 listopada 1992. W towarzyskim spotkaniu z Portugalią (1:2) zmienił w 46 minucie Krasimira Bałykowa. Jednak trener Dimityr Penew jeszcze tylko trzykrotnie korzystał z jego usług; na miejsce w podstawowej jedenastce kadry Nankow czekał aż do końca 1996 roku, kiedy za selekcjonerskiej kadencji Christo Bonewa po prawie czterech latach nieobecności powrócił do drużyny narodowej. Awansował z nią do Mistrzostw Świata 1998, na których w pierwszym meczu z Paragwajem został ukarany czerwoną kartką. Wystąpił jeszcze w ostatnim spotkaniu grupowym, z Hiszpanią (1:6). Po mistrzostwach żaden z następców Bonewa nie powołał go do reprezentacji.

## Kariera trenerska
Początkowo trenował piłkarzy w zespołach z niższych lig: Miniorze Bobow Doł i Lokomotiwie Mezdra. Od marca 2007 do lipca 2008 roku był asystentem Stojczo Mładenowa w CSKA Sofia. Wspólnie w sezonie 2007/08 wywalczyli mistrzostwo Bułgarii.

## Życie prywatne
Jest wujem piłkarza Walentina Antowa.

## Sukcesy
CSKA Sofia
- mistrzostwo Bułgarii: 1991/92, 1996/97
- Puchar Bułgarii: 1992/93, 1996/97